# Rafael Soto
Pour les articles homonymes, voir Soto.
Rafael Soto Andrade, né le 14 octobre 1957 à Jerez de la Frontera, est un cavalier de dressage espagnol.
Il dispute trois éditions des Jeux olympiques de 1996 à 2004. C'est lors de ses derniers Jeux en 2004 qu'il remporte une médaille d'argent en dressage par équipe.